# Junqueirópolis
Junqueirópolis este un oraș în São Paulo (SP), Brazilia.